# In Circuit Testing
In circuit testing (ICT) är ett exempel på white box-testning där en elektrisk sond testar ett bestyckat kretskort (PCB), kontrollerar kortslutningar, öppningar, resistans, kapacitans och andra grundläggande parametrar som visar om enheten var korrekt tillverkad. Det kan utföras med en "spikbädd"-testfixtur och specialisttestutrustning, eller med en fixturlös in-circuit testuppsättning. In Circuit Test (ICT) är en allmänt använd och kostnadseffektiv metod för att testa medelstora till stora volymer av elektroniska kretskort (PCBA). Den har behållit sin popularitet genom åren på grund av dess förmåga att diagnostisera fel på komponentnivå och dess driftshastighet.
Att använda In Circuit Test-fixturer är ett mycket effektivt sätt att upprätthålla standarder när man utför tester. Det kan hjälpa till att minska produktionsstopp genom att identifiera fel tidigt i testprocessen och säkerställa att defekta produkter tas bort från produktionslinjen och åtgärdas.

## Fixturer för in circuit testing
En vanlig form av testning i kretsar använder en bädd-of-nails tester. Detta är en fixtur som använder en rad fjäderbelastade stift som kallas "pogo-stift". När ett tryckt kretskort är inriktat med och trycks ned på spikbäddstestaren, får stiften elektrisk kontakt med platser på kretskortet, vilket gör att de kan användas som testpunkter för testning i kretsen. Spikbäddstestare har fördelen att många tester kan utföras samtidigt, men har nackdelen att de lägger betydande belastning på PCB.
Ett alternativ är användningen av flygande sonder, som lägger mindre mekanisk belastning på kretskortensom testas. Deras fördelar och nackdelar är motsatsen till spikbäddstestare: de flygande sonderna måste flyttas mellan testerna, men de belastar PCB mycket mindre.
Det finns en rad företag som specifikt skapar In Circuit Test Fixtures and Test Systems, som Teradyne & Keysight som bygger och tillverkar testsystem. Det finns också en rad oberoende fixturtillverkare som levererar och tillverkar in-circuit test fixturer som INGUN (som tillhandahåller fixtursatser), Forwessun & Rematek.

## Exempel på testsekvens
- Urladdningskondensatorer och speciellt elektrolytiska kondensatorer (för säkerhet och mätstabilitet måste denna testsekvens göras först innan man testar några andra objekt)
- Kontakttest (För att verifiera att testsystemet är anslutet till enheten under test (UUT)
- Shortstestning (Test för lödkortshorts och öppningar)
- Analoga tester (Test av alla analoga komponenter för placering och korrekt värde)
- Test för defekta öppna stift på enheter
- Test för kondensatororienteringsdefekter
- Slå på UUT
- Powered analog (Test för korrekt funktion av analoga komponenter som regulatorer och opamps)
- Powered digital (Test av funktionen för digitala komponenter och Boundary scan-enheter)
- JTAG - gränsavsökningstest[8]
- Flashminne, EEPROM och annan enhetsprogrammering
- Laddar ur kondensatorer när UUT stängs av

Medan in circuit testare vanligtvis är begränsade till att testa ovanstående enheter, är det möjligt att lägga till ytterligare hårdvara till testfixturen för att tillåta olika lösningar att implementeras. Sådan ytterligare hårdvara är:
- Kameror för att testa för närvaro och korrekt orientering av komponenter
- Fotodetektorer för att testa för LED-färg och intensitet
- Externa timerräknaremoduler för att testa mycket höga frekvenser (över 50 MHz) kristaller och oscillatorer
- Signalvågformsanalys, till exempel svänghastighetsmätning, omslagskurva etc.
- Extern utrustning kan användas för högspänningsmätning (mer än 100Vdc på grund av begränsning av spänningen som tillhandahålls) eller AC-utrustning Källa som har gränssnitt till PC som ICT Controller
- Pärlsondsteknik för att komma åt små spår som inte kan nås på traditionellt sätt

## Begränsningar
Även om in-circuit test är ett mycket kraftfullt verktyg för att testa PCB, har det dessa begränsningar:
- Parallella komponenter kan ofta bara testas som en komponent om komponenterna är av samma typ (till exempel två motstånd); även om olika komponenter parallellt kan testas med en sekvens av olika tester - till exempel en DC-spänningsmätning kontra en mätning av AC-injektionsström vid en nod.
- Elektrolytiska komponenter kan testas för polaritet endast i specifika konfigurationer (till exempel om de inte är parallellkopplade till kraftskenor) eller med en specifik sensor
- Kvaliteten på elektriska kontakter kan inte testas om inte extra testpunkter och/eller en dedikerad extra kabelmatta tillhandahålls.
- Det är bara så bra som konstruktionen av PCB. Om ingen teståtkomst har tillhandahållits av PCB-konstruktionen kommer vissa tester inte att vara möjliga.

## Relaterade tekniker
Följande är relaterade tekniker och används också i elektronisk produktion för att testa korrekt funktion av elektronikkort:
- PCB elektrisk test av blanka PCB
- AXI Automatiserad röntgeninspektion
- JTAG Joint Test Action Group (Boundary Scan Technology)
- AOI automatiserad optisk inspektion
- Funktionstestning